# Benedito Lima de Toledo
Benedito Lima de Toledo (São Paulo, 22 de julho de 1934 – São Paulo, 31 de julho de 2019) foi arquiteto e urbanista brasileiro, considerado um dos mais importantes historiadores da evolução urbana da cidade de São Paulo, autor do clássico “São Paulo: três cidades em um século”. Benedito era membro da Academia Paulista de Letras.

## Biografia
Benedito Lima de Toledo nasceu em São Paulo, em 22 de julho de 1934.
Ele se formou na Faculdade de Arquitetura e Urbanismo da USP, em 1961. Foi professor titular da graduação e pós-graduação, em História da Arquitetura. Foi autor de mais de dez livros, sendo as mudanças na urbanização da capital paulista um tema recorrente de suas obras.
Foi pesquisador na Fundação Calouste Gulbenkian, em Lisboa, em 1968. Era especialista em Restauro e Conservação de Monumentos Arquitetônicos pela USP, em 1974, e na École Nationale des Ponts et Chaussées, em 1983.
Era casado com a bibliotecária Suzana Aléssio Toledo.

## Obra
É autor de vasta obra, em que se destacam os livros:
- São Paulo: três cidades em um século. 2ªed. aum. São Paulo, Duas Cidades, 1983.
- Álbum iconográfico da Avenida Paulista. São Paulo, ExLibris/ João Fortes Engenharia, 1987.
- Anhangabaú. São Paulo, FIESP/CIESP, 1989.
- Prestes Maia e as origens do urbanismo moderno em São Paulo. São Paulo, Empresa das Artes/ ABCP, 1996.
É também colaborador na produção de obras, em que se destacam:
- São Paulo: Belle Époque. Texto Benedito Lima de Toledo; desenhos Diana Danon. São Paulo, Ed. Nacional/ EDUSP, 1974.
- A imperial cidade de São Paulo vista por Militão. In: Álbum comparativo da cidade de São Paulo, 1862- 1887: Militão Augusto de Azevedo. São Paulo, SMC/DPH, 1981. p. 5-22.
- São Paulo: registros 1899-1940. Texto Benedito Lima de Toledo e José A. V. Pontes. Fot. Acervo Eletropaulo. São Paulo, Eletropaulo, 1982. (Idem, ed. Inglês).
- Do séc. XVI ao início do séc. XIX: maneirismo, barroco e rococó. In: Zanini, W., org. - História geral da arte no Brasil. São Paulo, Inst. Walther Moreira Salles, 1983. v.1
Frei Galvão: um arquiteto paulista. In: Museu de Arte Sacra. Mosteiro da Luz. São Paulo, Artes, 1987. p.31-8.
- Calixto e a iconografia paulistana. In: Pinacoteca do Estado, São Paulo - Benedito Calixto: memória paulista. São Paulo, Projeto/ Banespa/ Pinacoteca do Estado, 1990, p.25-36.
- O edifício na cidade: uma visão urbanística. In: MUSEU Paulista um monumento no Ipiranga. São Paulo, FIESP/CIESP, 1997. p.344-361
- A cidade de Santos: iconografia e história. Revista USP, São Paulo. Engenho dos Erasmos, n. 41, p.48-61, março/maio 1999.
- Robert Chester Smith e a arquitetura no Brasil. In: Robert C. Smith (1912-1975). A investigação na História da Arte. Lisboa, Fundação Calouste Gulbenkian, 2000. p.82-107

## Relevância
Disse ao jornal O Estado de São Paulo: “O ideal de um professor é difundir o conhecimento. Quero que esse material fique disponível para os pesquisadores das gerações futuras, porque assim continuarei contribuindo para difundir o conhecimento”.
No artigo sobre ele na Enciclopédia Cultural é dito:
"Na tese sobre Victor Dubugras, Toledo destaca a importância documental dos cartões-postais para a história da cidade e da arquitetura, tema retomado nos livros Álbum Iconográfico da Avenida Paulista (1987), Anhangabaú (1989) e Prestes Maia e as Origens do Urbanismo Moderno em São Paulo (1996). Neles, aproveita grande parte de sua coleção iconográfica. Complementados com mapas da cidade, planos urbanísticos, plantas, cortes e elevações de edificações variadas, o material colecionado por Toledo é de extremo interesse para quem se dedica a conhecer São Paulo e sua arquitetura. 
Parte dele é explorado no livro São Paulo: Três Cidades em um Século (1981). Conformado por uma série de ensaios escritos originalmente para os jornais O Estado de S. Paulo e o Jornal da Tarde, cujo objetivo é mais documentar os “danos irreversíveis ao patrimônio cultural da cidade” e despertar uma consciência patrimonialista do que analisar as transformações em curso do ponto de vista das forças econômicas, políticas, sociais e culturais envolvidas na construção da cidade. O livro apresenta uma tese de grande aceitação entre pesquisadores de outras áreas. Segundo Toledo, “(...) a cidade de São Paulo é um palimpsesto – um imenso pergaminho cuja escrita é raspada de tempos em tempos, para receber outra nova, de qualidade literária inferior, no geral. Uma cidade reconstruída duas vezes sobre si mesma [no século XX]”."

## Morte
Benedito Lima de Toledo faleceu aos 85 anos, em 31 de julho de 2019, em São Paulo.